# أحمد أخشيشين
أحمد أخشيشين (وُلد في 16 مارس 1954 في مراكش)، هو سياسي مغربي، ينتمي إلى حزب الأصالة والمعاصرة، كان يشغل منصب وزير للتربية الوطنية والتعليم والعالي وتكوين الأطر والبحث العلمي سابقاً في حكومة عباس الفاسي، وهو رئيس جهة مراكش أسفي منذ 2015.

## حياته

### تعليمه
أحمد أخشيشين حاصل على دبلوم المعهد العالي للصحافة بالرباط سنة 1976، ثم على دبلوم المعهد الفرنسي للصحافة بباريس عام 1979، كما حاز على دكتوراة في علوم الإعلام والاتصال من جامعة باريس الثانية في 1982.

### حياته المهنية
يشغل أحمد أخشيشين وظيفة أستاذ باحث منذ سنة 1982. وعمل ما بين 1984 و1993 كمستشار في التواصل من أجل التنمية لدى منظمة الأمم المتحدة لرعاية الطفولة وصندوق الأمم المتحدة للسكان والبنك العالمي ومنظمة الصحة العالمية والوكالة الأمريكية للتنمية الدولية والتعاون التقني الألماني، كما عمل خبيراً دولياً مقيماً بمنطقة غرب أفريقيا لفائدة عدة وكالات تابعة للأمم المتحدة خاصة منظمة الأمم المتحدة للأغذية والزراعة وصندوق الأمم المتحدة للسكان والبنك العالمي من 1993 إلى 1997.
وتولى أيضاً منصب المدير العام لفرع مكتب الدراسات «ليجي» الكندي بالمغرب من1997 إلى 2001، ثم عُيِّن في سبتمبر 2003 مديراً عاماً للهيئة العليا للاتصال السمعي البصري. وله عضوية بالمكتب الوطني للمجلس الأعلى للتعليم وبالمكتب الوطني للمرصد الوطني لحقوق الطفل. ويشغل أيضاً منصب نائب رئيس الجمعية المغربية للبحث في مجال الاتصال، كما كان رئيساً سابقاً للجمعية المغربية لخريجي مدارس الصحافة، وعضواً مؤسساً وعضواً سابقاص بالمجلس الوطني للمنظمة المغربية لحقوق الإنسان.
في الفترة ما بين 2007 و2012 كان يشغل منصب وزير للتربية الوطنية والتعليم والعالي وتكوين الأطر والبحث العلمي، وعينه الملك محمد السادس في 4 سبتمبر 2015 رئيساً لجهة مراكش أسفي، بعد فوزه في الانتخابات الجماعية والجهوية المغربية 2015 ب55 صوتاً مقابل 16 صوتاً لصالح غريمه حزب العدالة والتنمية.